# Vergobret

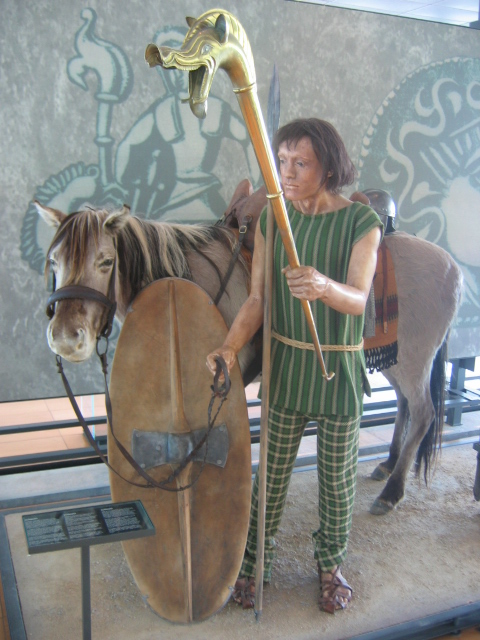
Il vergobret eduo Dumnorige, fratello del druido Diviziaco, con la tromba celtica da guerra (carnyx) e il tipico scudo celtico oblungo, con spina mediana e umbone metallico. Musée de la civilisation celtique dell'oppidum di Bibracte (ipotesi ricostruttiva).

Il vergobret (o vergobreto, in latino vergobretus), nel mondo celtico della tarda età di La Tène, era la figura politica che, in un buon numero di città galliche del I secolo a.C., ed in particolare tra gli Edui, ricopriva la magistratura suprema, detenendo quello che oggi chiameremmo il potere esecutivo.
Le sue caratteristiche ci sono state tramandate essenzialmente da Giulio Cesare e riguardano principalmente il popolo degli Edui, alleato di Roma nelle guerre galliche. Si ritiene comunque che siano estensibili a situazioni simili
Si trattava di una carica temporanea ed elettiva, ma non democratica, inserita in quel complesso sistema di potere oligarchico che accompagnò la fioritura urbanistica del mondo celtico tra il II e il I secolo a.C. e che garantiva l'egemonia all'onnipotente aristocrazia emersa nel processo di urbanizzazione. Il vergobret era infatti affiancato da altri istituti e condizionato da un sistema di vincoli e influenze (tra cui, ad esempio, l'ingerenza e la tutela da parte della classe druidica, anch'essa di espressione aristocratica) e il suo potere si limitava a materie di ordinaria amministrazione.
Dopo la conquista romana, al pari di altri elementi del sistema urbano celtico, conobbe una forma di romanizzazione che ne decretò l'assimilazione a una figura della magistratura romana di rango pretorio.

## Testimonianze storiche
Le menzioni e le notizie più dettagliate e importanti si trovano in Cesare, e riguardano soprattutto gli Edui, ma si ritiene che siano estensibili ad altri popoli gallici. Altre menzioni di questa figura sono note attraverso legende monetarie, presso gli Edui (un esempio è lo statere con la legenda e l'effigie di Dumnorige), i Lessovi e i Remi. Sono pervenute inoltre alcune iscrizioni di età giulio-claudia espresse da popoli ormai romanizzati, come i Lemovici, i Santoni, i Biturigi Cubi e i Biturigi Vivisci.

## Ruolo, investitura e limitazioni di potere
È Giulio Cesare, nei suoi Commentarii, a menzionare esplicitamente il nome e il titolo di vergobretus e a ragguagliarci sul suo ruolo tra gli Edui e altri popoli come i Treveri, i Remi e gli Elvezi, indicando a volte questa magistratura suprema con l'appellativo di princeps civitatis, principatus, magistratus, summus magistratus. Al vergobretus Cesare attribuisce «diritto di vita o di morte sui suoi concittadini», lasciando intendere anche il probabile esercizio di un ruolo giudiziario.
Il potere esecutivo riguardava comunque solo l'ordinaria amministrazione, mentre le decisioni importanti spettavano al consiglio senatoriale, di espressione aristocratica. Decisioni importanti, come la delibera dell'entrata in guerra, erano infine demandate al concilio armato degli adulti. Si tratta della sopravvivenza di un antico istituto, già citato da Livio ai tempi di Annibale e della guerra contro Roma, nel quale il ruolo di moderazione era svolto «a magistratibus maioribusque», da magistrati e anziani o maggiorenti.
Quella del vergobreto era una carica elettiva, frutto di una scelta che, almeno presso gli Edui, si ripeteva ciascun anno, ad opera di un consiglio del senato aristocratico; questo doveva essere pubblico e numericamente rappresentativo e doveva riunirsi nel rispetto di stringenti modalità, in ordine ai tempi e ai luoghi.
La natura elettiva della carica non va confusa con forme di gestione democratica della civitas gallica. Essa faceva parte in un sistema sociale che vedeva tutto il potere concentrato nelle mani di un'«onnipotente aristocrazia» il cui equilibrio si realizzava anche con sistemi concorrenti di clientele, che prevedevano nominalmente due gradi di sottomissione: i clienti, che, in cambio di una maggiore vessazione tributaria mantenevano la personalità giuridica e diritto di armarsi, al comando del proprio maggiorente; gli ambacti che, meno vessati economicamente, cedevano invece la propria personalità giuridica ed erano quasi degli schiavi, tanto da essere erroneamente considerati da Cesare come proprietà degli aristocratici.
Il suo ruolo era poi inserito in un complesso sistema di istituti e misure che ne bilanciavano e condizionavano il potere. 
Il nominato, ad esempio, doveva potersi valere dell'investitura druidica. In caso di controversie che lasciassero vacante la carica, come nel caso del dissidio che oppose gli edui Coto e Convittolitave, il potere di nomina veniva addirittura eccezionalmente avocato da un consiglio di druidi.
La nomina senatoria, e l'investitura druidica, conferivano al vergobret, oltre alle prerogative già citate, anche il potere di comandare l'esercito in azioni difensive. Era invece preclusa al vergobret la possibilità di lasciare i confini del territorio della sua civitas: «le leggi degli Edui impediscono a chi eserciti la magistratura suprema di superare le frontiere».
Il vergobreto, di conseguenza, non poteva guidare l'esercito al di fuori dei confini della comunità, in particolare nelle azioni offensive, cosa che lo obbligava a nominare un generale; ciò costituiva un limite alle sue prerogative, motivato dall'esigenza di evitare che il potere si estendesse al di là della durata della sua magistratura.
Va ricordata inoltre un'altra misura che, almeno tra gli Edui, è inquadrabile nella stessa ottica di limitazione dei poteri. Essa riguardava sia la nomina del vergobret che l'accesso al seggio senatoriale: nessuno poteva infatti accedere a quelle due cariche se un altro membro della stessa famiglia l'avesse già ricoperta e fosse ancora in vita. Essa mirava chiaramente ad impedire la concentrazione di potere nelle mani di un solo individuo o di una famiglia aristocratica.
Infine va considerata l'ingerenza druidica che, oltre al campo religioso, si realizzava nell'arbitrato delle controversi pubbliche e private, alle materie ereditarie e, grazie alla padronanza della scrittura, anche alla gestione di archivi, catasti e conti pubblici e privati.
È probabile che l'utilizzo della scrittura accrescesse il loro potere di ingerenza in materia giuridica, mediante la gestione di un diritto che non fosse di mera natura consuetudinaria, ma si basasse anche sulla tenuta e la consultazione degli archivi.

## Il Vergobret, espressione oligarchica dell'aristocrazia urbana

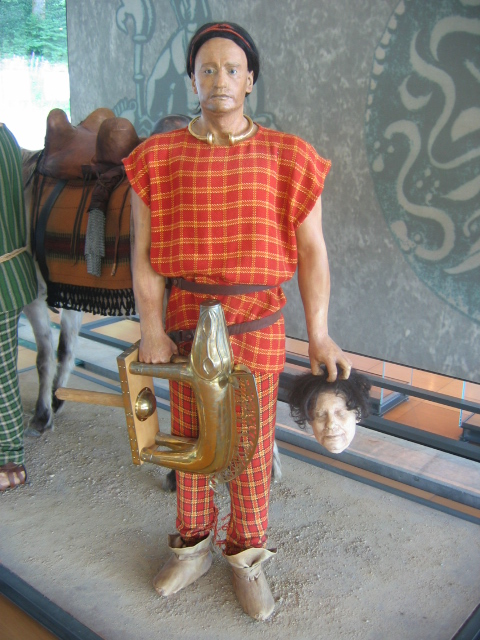
Torque al collo (e testa nemica in mano), quale simbolo distintivo di un esponente di quell'aristocrazia urbana degli Edui, che esprimeva la propria egemonia in forme oligarchiche. Musée de la civilisation celtique di Bibracte (ipotesi ricostruttiva).

La figura del vergobret va inquadrata nel contesto di un profondo processo di trasformazione socio-economica che conobbe la società celtica a partire dal III secolo a.C. e che condusse, nel corso del secolo seguente al fenomeno urbanistico della fioritura di quelle forme di insediamento e organizzazione urbana che, seguendo la terminologia di Cesare, vengono denominate oppida e civitates.
L'epoca della fioritura degli oppida coincise anche con l'obsolescenza e la sostituzione delle forme di potere monarchico basato sulla discendenza, un istituto progressivamente esautorato dall'affermarsi di sistemi oligarchici. L'origine di questo processo di sostituzione sembra infatti doversi far risalire al passaggio dal II al I secolo a.C. Un esempio ci è fornito dall'evoluzione del sistema di potere degli Arverni che, nel giro di due generazioni, giunge fino a Vercingetorige: Bituito, nel II secolo a.C., era re arverno grazie alla successione dinastica dal padre Luernio; Celtillo invece, futuro padre di Vercingetorige, «aveva dominato su tutta la Gallia» pur senza essere re. Quello di Celtillo era quindi un «temporaneo potere elettivo», tanto che, quando egli provò a consolidarlo, fu «giustiziato dai suoi stessi compatrioti», come un qualsiasi aspirante tiranno, semplicemente «perché voleva farsi re». Lasciò al mondo un figlio con un nome e una discendenza importante, ma privo di qualsiasi lascito di potere, eccetto quello che si sarebbe procurato lui stesso, seguendo forse gli ambiziosi sentimenti di rivalsa che lo animavano.

## Assimilazione imperiale e paralleli con il mondo romano
La documentazione epigrafica precedentemente citata attesta tanto la sopravvivenza di questo istituto che la sua incorporazione all'interno dell'ordinamento di età imperiale, epoca in cui il vergobreto diviene una figura assimilata al rango pretorio, attestata quindi quale penultima tappa del cursus honorum dell'antica Roma, su un gradino appena inferiore al rango consolare.
L'esistenza del limite simbolico dei confini della civitas suggerisce un ulteriore punto di contatto tra il vergobret e la carica di pretore in epoca successiva alla conquista romana: anche al pretore urbano, durante la permanenza in carica, era impedito di oltrepassare i confini dell'Urbe; il limes simbolico del pomerium romano corrisponde in questo caso al confine della civitas presso i Galli.

## Figure storiche
Alcuni nomi di vergobret ci sono stati tramandati.
Fra gli Edui: Lisco (58 a.C.); il druido Diviziaco (circa 60-57 a.C.) e suo fratello Dumnorige; Valeziaco (53 a.C.), suo fratello Coto e il loro comune rivale Convittolitave (questi ultimi due nel 52 a.C.); 
tra gli Arverni è tramandato Celtillo (80-70 a.C.), padre di Vercingetorige. 
Per i Lemovici due nomi sono probabili: Sedullo, caduto nell'assedio di Alesia, è detto dux et princeps lemovicum (guida militare e civile dei Lemovici), che potrebbe corrispondere al vergobreto.
Fra i Lexovi abbiamo il nome di Cisiambo, riportato dalle legende monetali, dapprima come vergobreto e in seguito come magistrato monetale (arcantodanno).
Inoltre, nella città gallo-romana di Augustoritum, è stata trovata un'iscrizione su pietra, segno di quella romanizzazione ancora incompleta di cui si è detto, che cita un certo «Postumus, vergobreto, figlio di Dumnorige» (quest'ultimo non ha alcuna relazione con il suo omonimo eduo).